# 安見右近
安見 右近（やすみ うこん）は、戦国時代の武将。畠山氏の家臣。河内国交野城主。右近丞。

## 生涯
畠山氏の重臣・安見宗房と同族とみられる。
右近は永禄2年（1559年）末に河内国交野郡の枚方寺内町で検断を行っていることが確認でき、当初はこの地域を支配する畠山氏の被官であったと考えられる。この後、永禄4年（1561年）1月には同郡星田に居を構えていることが分かり、同年9月まで枚方との関わりが見られるが、永禄3年（1560年）には畠山高政や安見宗房は三好長慶に敗れて没落、北河内の支配者は三好氏へと変わっていた。このことから三箇氏や田原氏ら近隣の在地領主たちと同様、三好氏の被官になった可能性があると考えられる。
永禄8年（1565年）5月になると将軍・足利義輝が、三好義継や三好長逸、松永久通らの軍勢により殺害された（永禄の変）。これを受け畠山氏は各地の大名に出陣を呼びかけて「天下御再興」を促し、同年10月には右近も大和国で活動を開始。トヒ山（外山山〈とびやま〉）の麓で松永久秀の重臣・竹内秀勝と戦っている。11月15日、三好家では松永氏が追放されて、三好長逸ら三好三人衆が主導する体制となり、松永久秀は義輝の弟・義昭を擁立する畠山氏と手を結ぶ。この年の12月以降には、右近は久秀の指揮下へと入っていた。
永禄11年（1568年）9月、足利義昭が織田信長とともに上洛し、畠山高政・秋高兄弟、三好義継、松永久秀らは義昭に帰参した。これにともない右近も義昭や信長に帰属することとなり、信長の重臣・佐久間信盛の娘を妻としている（『寛政重修諸家譜』）。
また時期は不明だが、右近は星田から私部にある交野城に拠点を移しており、元亀元年（1570年）には三好三人衆への備えの一角として「高屋に畠山殿、若江に三好左京大夫、片野に安見右近」（『信長公記』）と河内半国守護である畠山秋高・三好義継の両名と並び称せられている。三好義継が北河内の飯盛山城から中河内の若江城に拠点を移していたことから、北河内における交野城の重要性は増し、右近の立場も大きくなっていたものとみられる。またこれに加えて佐久間信盛との関係があることで、右近は畠山秋高や三好義継と並ぶ存在として認識されていたと考えられる。
元亀2年（1571年）5月11日、松永久秀（または久通）に呼び出され、奈良の西新屋（奈良市西新屋町）で切腹。右近が和田惟政や畠山秋高と申し合わせて敵になる企てがあったことが理由とされるが、松永久秀・久通父子が信長と対立するにあたり信長の家臣・佐久間信盛とつながる右近を排除する必要があったためとも考えられる。
また、右近のいた星田は石清水八幡宮領である大交野荘に属したが、永禄12年（1569年）、右近が領知する星田から日御供米が納められないため、石清水八幡宮はその社納を命じるよう室町幕府に訴えている。永禄4年（1561年）にも大交野荘の日御供米の未納が問題になっており、この時も右近の関与が考えられる。また天正4年（1576年）、安見新七郎の代にも同じ訴えが起きており、このような事態の慢性化から織田期における安見氏の支配の進展がうかがえる。

## 右近の死後
右近の自刃の頃に生まれた息子がおり、天正8年（1580年）時点で10歳となっている。その頃の安見家中は右近の後室が統括しており、後室から吉田兼和に祈祷が依頼されている。
右近死後の交野城は一族とみられる安見新七郎が守った。右近の自刃直後や翌元亀3年（1572年）4月に松永久秀・久通が交野城を攻めているが、元亀3年の城将として新七郎の名が挙がっている。この時柴田勝家や佐久間信盛ら織田勢の援軍を受け、交野城を守り切った。この後、佐久間信盛と新七郎は枚方などで重層的支配を行っており、新七郎は天正9年（1581年）の馬揃（京都御馬揃え）に河内の「取次者」として招集されるなど、織田末期まで北河内の有力領主としての地位にあった。しかしこれ以後姿が見えないことから、天正10年（1582年）の山崎の戦いで明智光秀方に付いて逼塞した可能性が高いと考えられる。
また近世の加賀藩に安見氏がいる。所伝によると、河内白壁（キサキベの誤訛か）城主の安見右近信国が松永久秀に誘殺され、その子・隠岐勝之は豊臣秀吉に仕えて伊予国宇摩郡で一万石を領し、その後前田利長に仕える。その跡は長子・元勝が継ぎ、その元勝は銃術に長じていたとされる（永山近彰編『加賀藩史稾』尊経閣、1899年）。信国の子・勝之は、安見流炮術の祖である安見右近丞一之と同一人物とみられ、伊予国宇和郡には安見右近がいたという伝承がある（『清良記』『宇和旧記』）。ただし安見一之の炮術家としての活動は文禄4年（1595年）には見られ（「立花文書」）、右近の子が炮術を大成したとするには早すぎることから、安見一之が仕官のため、逼塞していた安見氏の後裔を偽称した可能性も残るとみられる。
他にも上杉景勝の重臣・直江兼続の配下に安見氏がおり、兼続の娘に婿入りした本多政重が加賀前田家に移る際、それに同道している。